# Tipiracil
Tipiracil ist eine synthetisch hergestellte chemische Verbindung aus der Gruppe der Uracil-Derivate („Pyrimidindione“) und ein Analogon der Nukleinbase Thymin. Die Verbindung wird in Kombination mit Trifluridin in der Chemotherapie zur Behandlung des Kolorektalkarzinoms eingesetzt.  Als Hemmstoff des Enzyms Thymidinphosphorylase verhindert Tipiracil den ansonsten zu schnellen Abbau von Trifluridin. Die Europäische Kommission hat am 25. April 2016 Trifluridin/Tipiracil für die Behandlung erwachsener Patienten mit metastasiertem kolorektalen Karzinom zugelassen, bei denen bisher verfügbare Therapieoptionen ausgeschöpft wurden oder für Patienten, für die diese Behandlungen nicht in Frage kommen.

## Eigenschaften
Arzneilich verwendet wird das Hydrochloridsalz des Tipiracils. Tipiracilhydrochlorid ist ein kristallines, nicht hygroskopisches Pulver, das sich leicht in Wasser und in Pufferlösungen im Bereich von pH 1–12 löst.

## Handelsname
Fixe Kombination von Tipiracil mit Trifluridin: Lonsurf (pharmazeutischer Unternehmer: Servier).